# Ayancheri
Ayancheri es una ciudad censal situada en el distrito de Kozhikode en el estado de Kerala (India). Su población es de 26293 habitantes (2011). Se encuentra a 47 km de Kozhikode.

## Demografía
Según el censo de 2011 la población de Ayancheri era de 26293 habitantes, de los cuales 12372 eran hombres y 13921 eran mujeres. Ayancheri tiene una tasa media de alfabetización del 94,02%, superior a la media estatal del 94%: la alfabetización masculina es del 96,93%, y la alfabetización femenina del 91,51%.